# Настільний теніс на Літній універсіаді 2019
Настільний теніс на літній Універсіаді 2019 — змагання з настільного тенісу в рамках літньої Універсіади 2019 року, що тривають з 4 липня по 11 липня в італійському місті Поццуолі, на території спортивного центру PalaTrincone. Були розіграні сім комплектів нагород.

## Історія
Турніри з настільного тенісу на Універсіадах постійно входять до змагальної програми. Цей вид програми є обов'язковим для літніх Універсіад.
На минулій Універсіаді в Тайбеї беззастережну перемогу здобули азійські спортсмени.
Програма нинішніх ігор порівняно з попередніми не змінилася.

## Правила участі
Заходи з настільного тенісу будуть організовані у відповідності з останнім технічним регламентом міжнародної федерації настільного тенісу (ITTF).
Змагальна програма визначена таким чином,
1. Командний турнір:
- Чоловічий командний турнір: двадцять чотири (24) команди максимум;
- Жіночий командний турнір: двадцять чотири (24) команди максимум;

2. Індивідуальний турнір:
- Чоловічі змагання: одиночне та парне
- Жіночі змагання: одиночне та парне
- Мікст

Кожна країна має право заявити максимум вісім (8) спортсменів таким чином:
1. Командний турнір:
- Чоловічий командний турнір: одна (1) команда мінімум три (3) та максимум чотири (4) тенісиста;
- Жіночий командний турнір: одна (1) команда мінімум три (3) та максимум чотири (4) тенісистки;

2. Індивідуальний турнір:
- Чоловічий одиночний: від одного (1) до чотирьох (4) гравців;

- Жіночий одиночний: від одного (1) до чотирьох (4) спортсменок; — Чоловічі пари: одна (1) або дві (2) пари; — Жіночі пари: одна (1) або дві (2) пари; — Мікст: максимум дві (2) пари.
Спортсмени, які беруть участь у командному турнірі, можуть взяти участь в індивідуальному турнірі.
Відповідно до Положення FISU, тенісисти мають відповідати таким вимогам для участі у Всесвітній універсіаді (стаття 5.2.1):
- До змагань допускаються студенти, що навчаються нині у закладах вищої освіти, або закінчили виш не більше року тому.
- Всі спортсмени повинні бути громадянами країни, яку вони представляють.
- Учасники повинні бути старше 17-ти років, але молодше 28-ми років на 1 січня 2019 року (тобто допускаються тільки спортсмени, що народилися між 1 січня 1991 року та 31 грудня 2001 року).

## Календар
| ЦВ | Церемонія відкриття | ● | Кваліфікації | 2 | Фінали змагань | ЦЗ | Церемонія закриття |

| Липень           | 2 Вт | 3 Ср | 4 Чт | 5 Пт | 6 Сб | 7 Нд | 8 Пн | 9 Вт | 10 Ср | 11 Чт | 12 Пт | 13 Сб | 14 Нд | Змагання |
| ---------------- | ---- | ---- | ---- | ---- | ---- | ---- | ---- | ---- | ----- | ----- | ----- | ----- | ----- | -------- |
| Настільний теніс |      | ЦО   | ●    | ●    | ●    | 2    | ●    | 1    | 2     | 2     |       |       | ЦЗ    | 7        |

## Результати

### Чоловіки
| Дисциплина | Золото                | Срібло                     | Бронза                                                           |
| ---------- | --------------------- | -------------------------- | ---------------------------------------------------------------- |
| одиночний  | КНР Ю Ціян            | КНР Чжао Цихао             | КНР Чжу Лінфен Росія Сааді Ісмаїлов                              |
| пари       | КНР Ю Ціян Чжао Цихао | КНР Кон Лінсюан Чжу Лінфен | Японія Фумія Ігарасі Асука Сакаї Японія Юсуке Садамацу Юма Цубой |
| команди    | КНР                   | Китайський Тайбей          | Німеччина Японія                                                 |

### Жінки
| Дисципліна | Золото               | Срібло               | Бронза                                                            |
| ---------- | -------------------- | -------------------- | ----------------------------------------------------------------- |
| одиночний  | КНР Ван Іді          | КНР Чжан Руі         | КНР Фан Сігі Гуо Янь                                              |
| пари       | КНР Фан Сігі Ван Іді | КНР Гуо Янь Чжан Руї | Японія Минамі Андо Асука Сасао Росія Валерія Щербатих Яна Носкова |
| команди    | КНР                  | Японія               | Франція Росія                                                     |

### Мікст
| Дисципліна | Золото             | Срібло                  | Бронза                                                                    |
| ---------- | ------------------ | ----------------------- | ------------------------------------------------------------------------- |
| мікст      | КНР Ю Ціян Ван Іді | КНР Чжао Цігао Фан Сігі | Китайський Тайбей Ляо Чен Тін Су Пей Лін Росія Сааді Ісмаїлов Яна Носкова |

## Медальний залік в настільному тенісі
| Місце | Країна            | Золото | Срібло | Бронза | Загалом |
| ----- | ----------------- | ------ | ------ | ------ | ------- |
| 1     | Китай             | 7      | 5      | 3      | 15      |
| 2     | Японія            | 0      | 1      | 4      | 5       |
| 3     | Китайський Тайбей | 0      | 1      | 1      | 2       |
| 4     | Росія             | 0      | 0      | 4      | 4       |
| 5     | Франція           | 0      | 0      | 1      | 1       |
| 6     | Німеччина         | 0      | 0      | 0      | 0       |
| Всего | Всего             | 7      | 7      | 14     | 28      |